# 윌리엄 패트릭 스튜어트휴스턴
윌리엄 패트릭 스튜어트휴스턴(영어: William Patrick "Willy" Stuart-Houston, 이전성 히틀러(Hitler), 1911년 3월 12일 ~ 1987년 7월 14일)은 아돌프 히틀러의 조카이다. 윌리엄 히틀러는 영국 리버풀에서 태어났지만, 독일로 이주하게 되고, 그 후 미국으로 이민을 가서 제2차 세계대전때 미 해군에서 복무했다.

## 생애

### 어릴 때 삶
윌리엄 패트릭 히틀러는 리버풀의 톡스테스(Toxteth) 거리에서 알로이스 히틀러 유니오어와 브리짓 다울링의 아들로 태어났다. 이 가족은 102 Upper Stanhope 거리에서 살았는데, 이 거리는 1942년 1월 10일 독일의 리버풀 공습으로 파괴된다.
1914년 알로이스 히틀러 유니오어는 브리짓과 아이들을 놔두고 도박 여행을 떠나게 된다. 제1차 세계 대전 기간 동안에 연락이 끊겨있던 터라, 그는 중혼을 하게 된다. 그러나 1920년 중반에 그는 아들 윌리엄에게 바이마르 공화국에 찾아오지 않겠느냐는 편지를 브리짓에게 보낸다. 1929년 윌리엄이 18세가 되던 해 어머니는 허락한다. 알로이스의 두 번째 아내가 낳은 아들인 하인츠는 나치에 가입하여 1942년 소련군 포로로 사망하게 된다.

### 나치 정권 아래서
1933년, 윌리엄 패트릭 히틀러는 숙부의 힘을 좀 빌려볼려고 독일로 가게 된다. 숙부는 그에게 베를린의 제국은행(Reichskreditbank)에 직장을 얻어준다. 나중에 윌리엄은 오펠 자동차 공장에 일을 잡게 되는데, 거기서 그는 자동차 세일즈맨으로 일하게 된다. 일에 만족하지 않았던 그는 좋은 일자리를 주지 않으면 가족의 일을 신문에 넘길거라는 협박 편지를 보낸다.
1938년 숙부는 윌리엄에게 영국 시민권을 버리면 더 좋은 직장을 구해준다고 하였다. 덫에서 달아나기 위해 그는 나치 독일에서 달아난다. 그리고 그는 다시 그의 숙부에게 이번엔 그의 할아버지가 사실 유태인 상인이었다고 신문에 풀어버리겠다고 협박하게 된다. 나중에 런던을 돌아와 그는 미국 잡지 Look에 "왜 내가 숙부를 싫어하게 되었는가"란 기사를 송고한다.

### 미국으로의 이민
1939년 1월 윌리엄은 나치 독일에서 나와서 어머니의 미국 강연 여행에 참여하게 된다. 그와 그의 어머니가 미국에 있는동안 제2차 세계대전이 발발해 돌아갈수도 없게 되었다. 나중에 그 당시 대통령인 프랭클린 D. 루스벨트에게 간청을 넣어 윌리엄은 1944년 미 해군에 입대하게 되고, 뉴욕 퀸스의 서니 사이드로 이주하게 된다.
그의 입대에 대해 여러 돌아다니는 이야기에 의하면, 그가 입대 사무소에 가서 그를 소개했을때, 담당관이 이렇게 답했다고 한다. "반갑군요 히틀러씨, 제 이름은 헤스랍니다."
윌리엄 패트릭 히틀러는 제2차 세계대전동안 미 해군에 복역하면서 1947년 전역할때까지 약사 보조로 일하게 된다. 그리고 전쟁 중 부상으로 퍼플 하트 훈장을 받게 된다.

### 전쟁 이후의 삶
해군에서 전역하고 난 후, 윌리엄 히틀러는 그의 성을 스튜어트휴스턴으로 변경한다. 스튜어트휴스턴은 1947년 1920년대 중반에 독일에서 태어난 필리스 장자크와 결혼하게 된다. 윌리엄과 필리스, 그리고 어머니인 브리짓은 미국에서 조용히 살기로 결심한다. 그들은 윌리엄이 그의 전쟁중 의료 기술을 이용하여 병원에 혈액 시료를 분석해주는 사업을 하게 된 뉴욕주 패쵸그로 이주하게 된다. 그리고 그들은 네 명의 아들을 둔다.
스튜어트휴스턴의 아들들은 아이를 갖지 않았다. 후에 사회복지사로 일하게 되는 그의 장남인 알렉산더는 히틀러 가를 의도적으로 끝낼 생각은 없었다고 말했다.

## 같이 보기
- 히틀러가